# Moaaz Mohamed Ibrahim
Mohamed Ibrahim Moaaz (né le 8 février 1999) est un athlète qatarien, spécialiste du lancer de disque.
Le 24 juillet 2016, il bat le record national juniors du disque de 1,75 kg, avec 63,63 m lors des Championnats du monde juniors d'athlétisme 2016 à Bydgoszcz. Le 22 juillet 2017, il porte son record personnel du disque (2 kg) à 60,31 m à Białystok (POL), puis le 3 février 2018, le disque de 1,75 kg à 66,47 m au Cap (RSA).
Il termine 5e lors des Championnats d’Asie 2019 à Doha.